# سبز درق (غوزل درة)
سبز درق (بالفارسية: سبزدرق) هي قرية تقع في إيران في قسم غوزل درة الریفي. يقدر عدد سكانها بـ 271 نسمة بحسب إحصاء 2016.